# Prionechinus
Prionechinus is een geslacht van zee-egels uit de familie Trigonocidaridae.

## Soorten
- Prionechinus agassizii Wood-Mason & Alcock, 1891
- Prionechinus duvergieri Lambert, 1928 †
- Prionechinus forbesianus (A. Agassiz, 1881)
- Prionechinus sagittiger A. Agassiz, 1879
- Prionechinus salomacensis Lambert, 1928 †
- Prionechinus sculptus A. Agassiz & H.L. Clark, 1907